# Церковь Александра Невского (Алексейково)
Церковь Александра Невского — православный храм в селе Алексейково Лесного района Тверской области, расположенный вблизи усадебного комплекса Алексейково-Отрадное. Церковь построена в стиле эклектики в 1886 году на средства владельцев усадьбы: генерал-майора Николая Ивановича Лодыгина и его супруги Елизаветы Михайловны.